# A-68 빙산

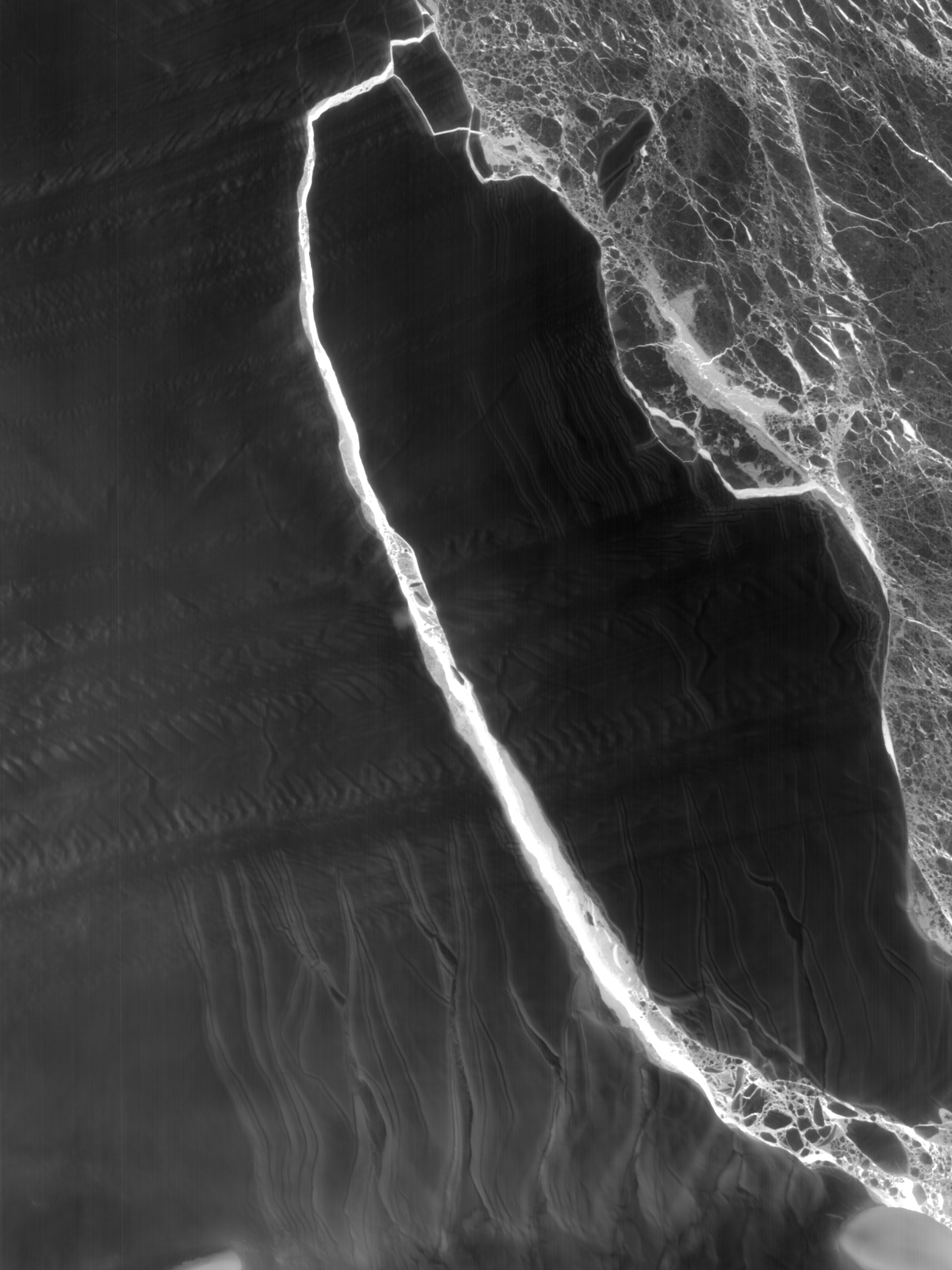
A-68 빙산, 2017년 7월 20일

A-68 빙산(Iceberg A-68)은 2017년 7월 라르센 C 빙붕에서 분리(ice calving)된 빙산이다. 표면적은 약 5,800 Km2로, 룩셈부르크 면적의 두 배이며, 미국의 델라웨어주보다 크다. 무게는 약 1조 톤이다. 대형 빙산 중 하나로, B-15 빙산에 이어 역사상 두 번째로 큰 빙산이다.
A-68이라는 이름은 미국 NIC(National Ice Center)에서 지명한 이름이다. 이후 빙산은 크게 둘로 분리되며, 큰 빙산은 A-68A, 작은 빙산은 A68-B로 명명되었다. 이름이 지정된 두 빙산 외에도 상대적으로 작은 빙산이 다수 만들어졌다.
빙산의 이동 경로는 확정적이지는 않으나, 과거 이 지역에서 발생한 많은 빙산은 대개 사우스조지아 사우스샌드위치 제도로 이동하였다.

## 역사
A-68 빙산은 라르센 빙붕 중 라르센 C 빙붕의 일부였다. 연구자들은 지구 온난화에 따른 기후 변화 등 빙산의 분리 원인에 대하여 조사하고 있다.
연구자들의 관찰에 따르면, 빙산은 단일 균열이 아닌 여러 균열이 합쳐져 빙붕에서 분리되었다.
유럽 우주국(ESA)과 유럽 연합(EU)의 지구관측 프로그램인 코페르니쿠스 프로그램(Copernicus Programme)의 위성 화상을 통해 빙산의 분리 및 그밖의 빙산이 만들어지는 과정을 확인할 수 있다.
과학자들은 A-68이 떨어져 나감에 따라 라르센 빙붕이 무너질 가능성, 또는 A-68이 떨어져나감에 따라 빙산이 좀 더 자유롭게 바다로 나가고, 해수면 상승에 영향을 끼치는지 등에 대하여 연구 중이다.

A-68A의 표류 상태(2018년 5월 1일부터 2018년 8월 26일 사이)

2017년 11월 이후, 위성 사진을 통해 A-68이 천천히 북쪽으로 표류하는 것을 확인할 수 있으며, 빙붕과의 간격은 약 5km 가량으로 넓어졌다. 그리고 11개 이상의 작은 빙산과 유빙이 만들어졌다.
2018년 7월경, 빙산은 북쪽으로 표류하며 반시계 방향으로 회전하기 시작하였다.

## 사진

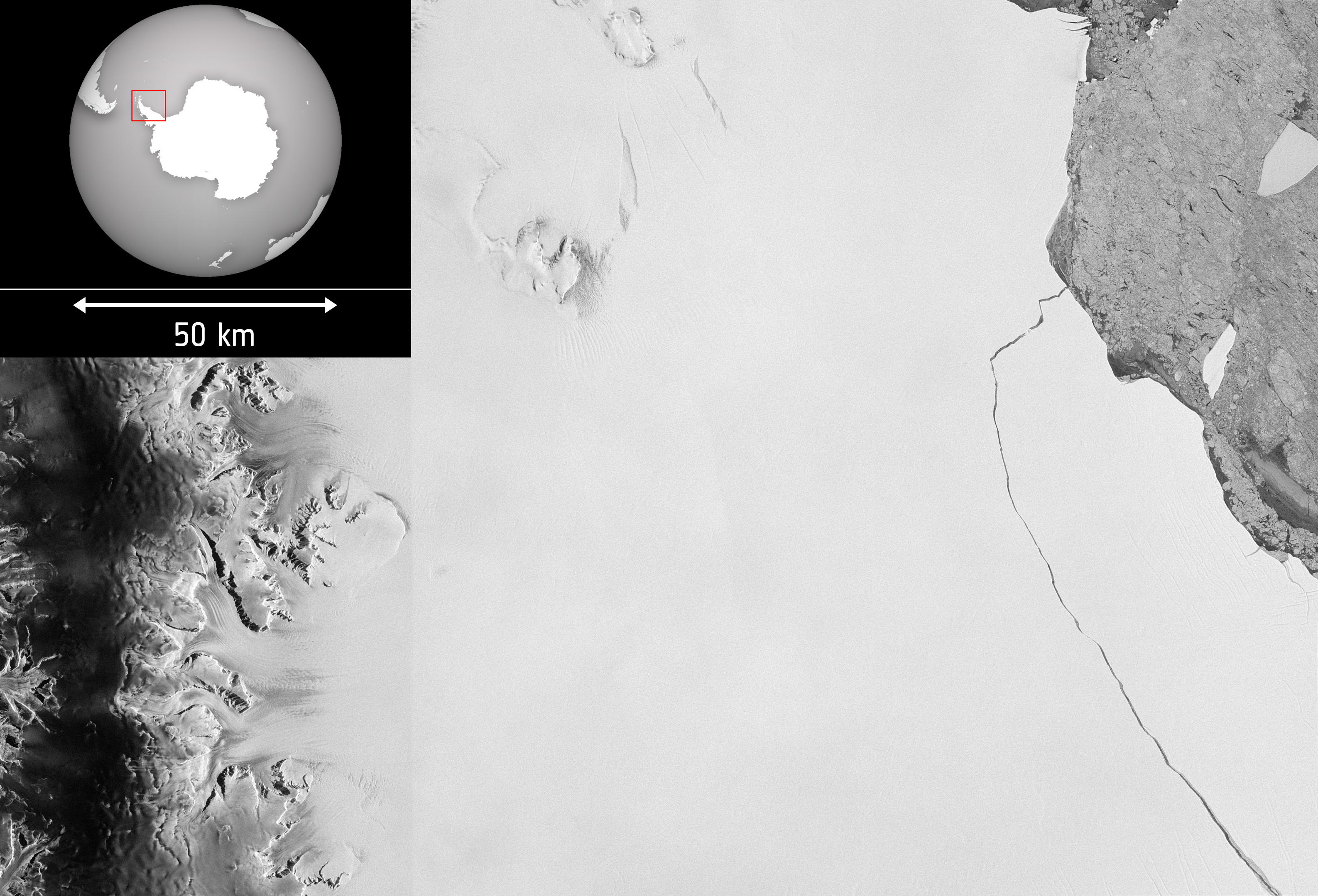
완전 분리된 모습 2017년 7월 12일 (센티널-1B)
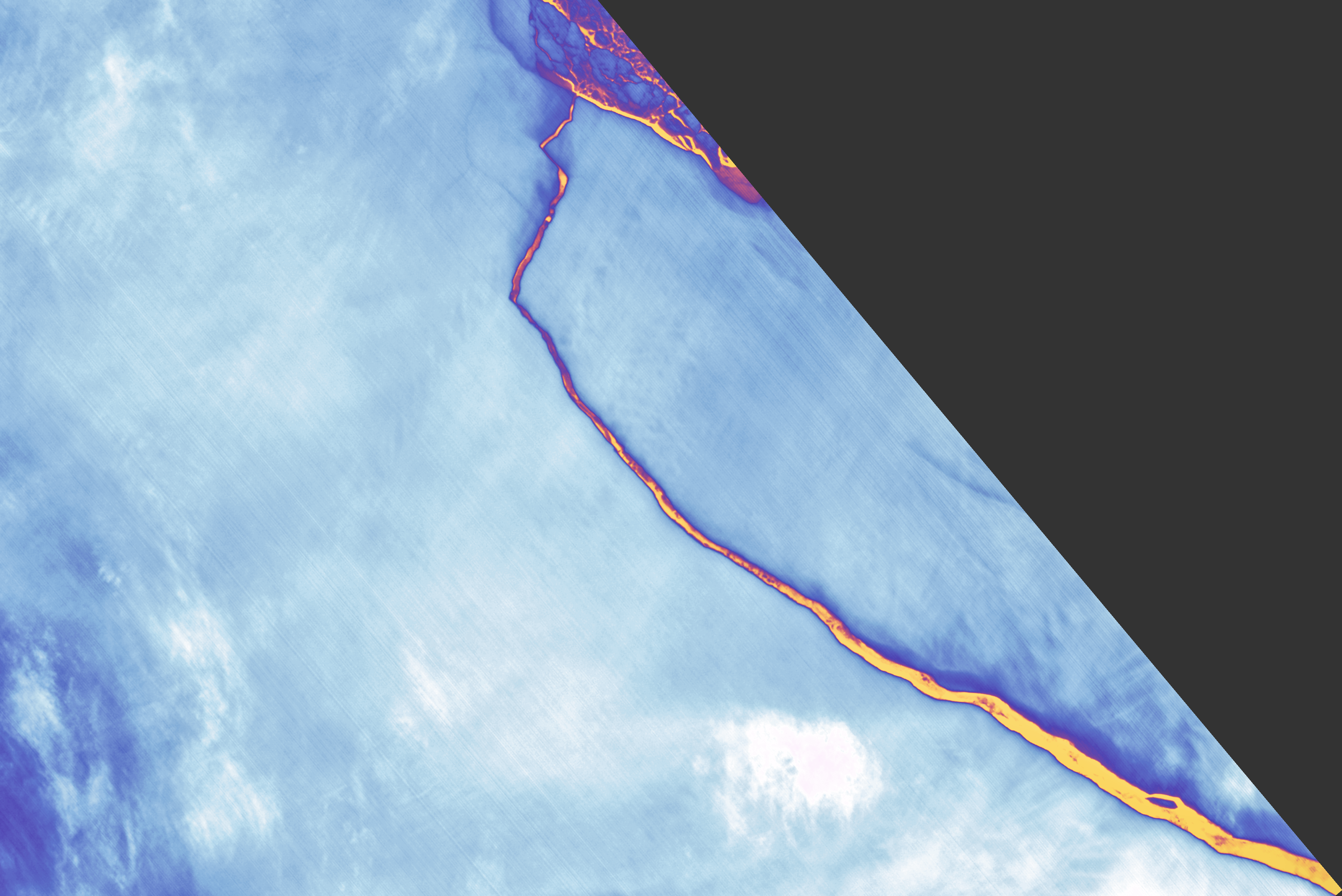
A-68 2017년 7월 12일
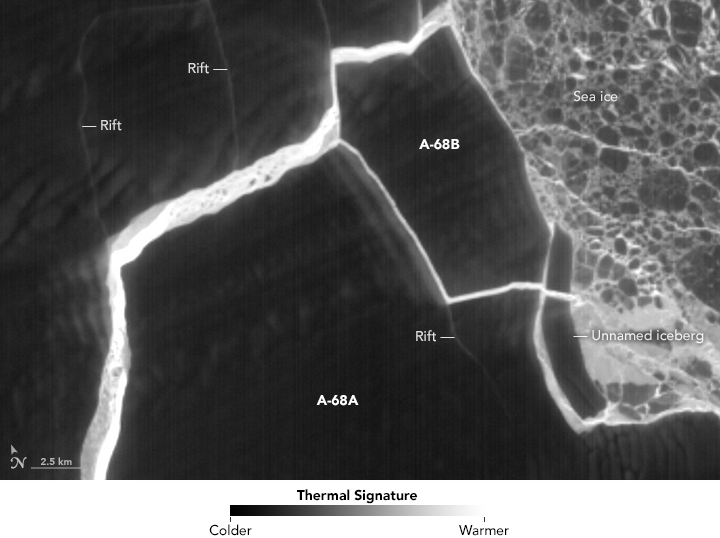
A-68A과 A-68B 등으로 분리된 모습. 2017년 7월 20일